# Jasikovac (Plitvička jezera)
Jasikovac is een plaats in de gemeente Plitvička Jezera in de Kroatische provincie Lika-Senj. De plaats telt 13 inwoners (2001).